# Archigenes aita
Archigenes aita är en fjärilsart som beskrevs av De Nicéville 1893. Archigenes aita ingår i släktet Archigenes och familjen Riodinidae. Inga underarter finns listade i Catalogue of Life.